# Ляскі-Малі (Куявсько-Поморське воєводство)
Ляскі-Малі (пол. Laski Małe) — село в Польщі, у гміні Ґонсава Жнінського повіту Куявсько-Поморського воєводства.
Населення — 97 осіб (2011).
У 1975-1998 роках село належало до Бидгощського воєводства.

## Демографія
Демографічна структура станом на 31 березня 2011 року:
|          | Загалом | Допрацездатний вік | Працездатний вік | Постпрацездатний вік |
| -------- | ------- | ------------------ | ---------------- | -------------------- |
| Чоловіки | 48      | 15                 | 28               | 5                    |
| Жінки    | 49      | 9                  | 28               | 12                   |
| Разом    | 97      | 24                 | 56               | 17                   |